# انتخابات ریاست‌جمهوری کره جنوبی (۲۰۱۲)
انتخابات ریاست جمهوری در کره جنوبی در ۱۹ دسامبر ۲۰۱۲ برگزار شد. این ششمین دوره انتخابات ریاست جمهوری از زمان دموکراتیزه سازی و تأسیس جمهوری ششم بودند و بر اساس رای‌گیری نخست گزینی، که در آن یک دور رأی‌گیری وجود داشت و نامزدی که بیشترین آرا را داشت ، انتخاب شد. . طبق قانون اساسی کره جنوبی، یک رئیس‌جمهور فقط می‌تواند یک دوره ۵ ساله انتخاب شود. دوره ریاست جمهوری وقت لی میونگ باک در ۲۴ فوریه ۲۰۱۳ پایان یافت. طبق گزارش تایمز کره، ۳۰٫۷ میلیون نفر با مشارکت ۷۵٫۸٪ رأی دادند. پارک گون هه از حزب لیبرال با ۵۱٫۶٪ آرا در مقابل ۴۸٫۰٪ رقیب خود مون جه این به عنوان اولین رئیس‌جمهور زن کره جنوبی انتخاب شد. از زمان اولین انتخابات مستقیم در سال ۱۹۸۷این اولین انتخابات است که نامزدی توانست اکثریت ارا ارا کسب کند.